# George Grossmith
Pour les articles homonymes, voir Grossmith.
George Grossmith est un acteur, chanteur, auteur et compositeur britannique né le 9 décembre 1847 à Londres et mort le 1er mars 1912 à Folkstone.
Sa carrière s'étend sur plus de quatre décennies. Il est l'auteur de dix-huit opéras-comiques, près de cent saynettes musicales, quelque six-cents chansons et œuvres pour piano. Il écrit également trois livres, de nombreux articles pour différents journaux et magazines, ainsi qu'un roman comique, Journal d'une personne de rien en collaboration avec son frère Weedon.
Grossmith est surtout connu pour avoir créé en tant qu'acteur-chanteur neuf personnages mémorables dans les opéras-comiques de Gilbert et Sullivan entre 1877 et 1889, dont Sir Joseph Porter dans H. M. S. Pinafore (1878), le Major-général dans Les Pirates de Penzance (1880) et Ko-Ko dans Le Mikado (1885-1887).
Grossmith jouit de son temps d'une grande notoriété, aussi bien avant qu'après sa collaboration avec Gilbert et Sullivan. De fait, il devient le soliste britannique le plus apprécié des années 1890[réf. nécessaire]. Certaines de ses chansons comiques sont toujours populaires, telle Regarde-moi danser la Polka (See Me Dance the Polka.
Son fils, George Grossmith Jr, devient lui-même un célèbre acteur, dramaturge et producteur de comédies musicales pendant l'Époque édouardienne.

## Biographie

### Enfance et adolescence
George Grossmith naît le 9 décembre 1847 à Islington, Londres, et grandit à St Pancras et à Hampstead.
Son père, également nommé George (1820-1880), est chroniqueur judiciaire pour le Times et autres journaux au tribunal de Bow Street, et donne des conférences tout en menant une carrière d'artiste. Sa mère s'appelle Louisa Emmeline Grossmith, née Weedon (d. 1882). Au fil des ans, le père de Grossmith délaisse Bow Street pour faire de longues tournées en tant qu'artiste. Jeune homme, Grossmith fils est généralement crédité de "Jnr" pour le distinguer de son père, surtout quand ils jouent ensemble, mais pendant la plus grande partie de sa carrière, Il n'est plus appelé que George Grossmith. Plus tard, c'est son propre fils qui devient Grossmith Jr, plutôt que Grossmith III ; certaines sources confondent les deux. L'autre fils de George, Laurent Grossmith, est également acteur, principalement en Amérique.
Grossmith est l'aîné d'une fratrie qui comporte une sœur, Emily, et un jeune frère, Weedon. En 1855, les deux garçons  fréquentent l'internat Massingham House d'Haverstock Hill dans le quartier de Hampstead. George y étudie le piano et commence à amuser ses amis et ses professeurs avec des pantomimes de son cru, et plus tard finit par jouer du piano à l'oreille. La famille déménage pour Haverstock Hill lorsque le jeune Grossmith a dix ans, ce qui lui permet de quitter l'internat et devenir externe. À l'âge de douze ans, il est transféré à la North London Collegiate School de Camden Town. Une année plus tard, vers treize ans, il est de retour à Saint-Pancras. C'est un fervent amateur de photographie et de peinture durant son adolescence, mais c'est son frère Weedon qui fréquente l'école des beaux arts. La famille Grossmith a beaucoup d'amis artistes, dont J. L. Toole, Ellen Terry, Henry Irving, qui apparaît dans le Journal d'un homme sans importance, H. J. Byron, Tom Capot, T. W. Robertson et John Hollingshead (plus tard, gestionnaire du Gaiety Theatre, Londres).
George Grossmith espérait devenir avocat. Au lieu de cela, à partir des années 1880, il travaille pendant de nombreuses années avec son père, puis comme son remplaçant en tant que reporter au Times et autres périodiques, lorsque ce dernier se trouve en tournées de conférences. Parmi les affaires qu'il couvre, figure l'explosion de Clerkenwell par les Fenians en 1867. Dans le même temps, il commence à écrire des articles humoristiques pour différents périodiques et à fréquenter des compagnies de théâtre amateur. Il rejoint également son père dans ses spectacles, ses conférences et ses imitations, et commence à ajouter de la musique lors des représentations, une innovation. En 1873, Grossmith épouse Emmeline Rosa Noyce (1849-1905), fille d'un médecin de quartier, rencontrée des années plus tôt lors d'une fête d'enfants. Le couple a quatre enfants : Georges, Sylvia (1875-1932), qui se marie avec Stuart James Bevan en 1900, Lawrence et Cordelia Rosa (1879-1943). La famille vit d'abord dans le quartier de Marylebone avant de déménager non loin vers 1885 à Dorset Square.

### Début de carrière
Les jeunes Grossmith commencent à se faire un nom lors de soirées privées où ils officient en tant qu'animateurs musicaux non professionnels et, à partir de 1864, ils participent aux nouvelles Penny Lectures, divertissements ou événements culturels consacrés à la lecture, à des représentations comiques et des chansons ; le prix en est minime, un penny, pour permettre aux ouvriers d'y assister. George tient également quelques rôles lors de représentations théâtrales, par exemple celui de John Chodd, Jr., personnage de la pièce de Robertson Society donnée à la Gallery of Illustration en 1868, le reste de la soirée étant consacré à une comédie burlesque écrite par Mr Grossmith père sur la pièce de Dickens et Collins L'abîme (No Thoroughfare: A Drama: In Five Acts). En 1870, il devient titulaire du rôle-titre dans Paul Pry, comédie de Poole, également produite par la Galerie de l'Illustration.
Aussi bien George que son père sont d'avis que son talent excelle dans les sketches plus qu'au théâtre. Le jeune Grossmith admire les desseins humoristiques, le jeu et le talent de John Orlando Parry, à la fois peintre et pianiste, qui crée et interprète de nombreux divertissements montés par la compagnie German Reed Entertainements, fondée en 1855 par Thomas German Reed (1817–1888) et son épouse Priscilla German Reed. De plus en plus, George s'inspire de l'art de Parry pour créer des sketches sur des anecdotes humoristiques, avec un commentaire légèrement satirique ; de plus, il se livre à des improvisations ad lib et compose des chansons comiques centrées sur le piano.

### Entrée dans la vie professionnelle
Grossmith devient un professionnel de la scène dans les années 1870 avec un sketch, Bizarreries humaines (Human Oddities), écrit par son père, et une chanson, Le Photographe insouciant (The Gay Photographer), sur des paroles de Mr Grossmith père et une musique de ses deux fils. Il y est question d'un photographe, en effet, qui brise le cœur d'une jeune Miss Jenkins, au point qu'elle avale ses produits chimiques et en meurt.
À la fin de 1870, le jeune Grossmith paraît en solo lors d'une brève émission de nuit à la Polythechnic de l'université de Westminster à Regent Street, où des intermèdes comiques s'intercalent entre les cours pour le plus grand plaisir du public. Bizarreries humaines et un autre sketch, Le Nain jaune, deviennent de véritables succès pour Grossmith qui présente le premier lors d'une tournée de six mois. 1871 est une année de succès renouvelé lorsqu'il innove avec un sketch intitulé C'était était un homme de précaution (He was a Careful Man).
Le biographe Tony Joseph fait remarquer qu'à part quelques morceaux de jeunesse, presque tout le répertoire de Grossmith est de sa propre composition, paroles aussi bien que musique. Les sketches de l'artiste sont ainsi décrits : « un assemblage bon enfant de différents aspects de la vie contemporaine et de ses us et coutumes […] c'était un artiste complet […] la plupart du temps assis au piano, conteur […], mime, avec les expressions faciales requises, le sens du tempo inné, il savait tout faire. Petit, soigné de sa personne, il savait tourner à son avantage les quelques centimètres qui lui manquaient et, partout où il se produisait, les salles étaient conquises ».

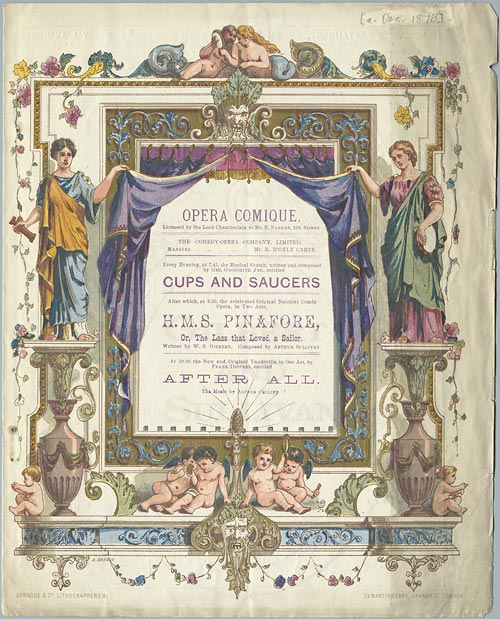
Programme de 1878 pour Cups and Saucers et H. M. S. Pinafore.

Grossmith fait une tournée pendant l'été 1871, avec Henry Howard Paul et, occasionnellement Mrs Paul. Mrs  Howard Paul quitte son mari vers cette date pour adultère, Howard Paul ayant pris comme maîtresse l'actrice, chanteuse, danseuse et acrobate Letitia Elizabeth Rudge, dite Letty Lind (en), qui lui donne deux enfants illégitimes. En 1871 également, Grossmith donne à l'école Polytechnique trois de ses sketches, The Puddleton Penny Readings, Theatricals at Thespis Lodge et The Silver Wedding, qui comprend l'une de ses chansons les plus populaires, Je suis si volatile (I am so Volatile), écrite par son père.  Le 14 février 1872, Grossmith donne une parodie des conférences à un penny au Gaiety Theatre, à Londres — il est de tradition que les théâtres ne donnent pas de représentations costumées le mercredi des Cendres —. À l'époque, par simple coïncidence, le théâtre de la Gaieté présente Thespis de Gilbert et Sullivan, ce qui prélude à une fructueuse collaboration entre Grossmith et ces deux compositeurs. Cependant, tout au long de ces années, Grossmith continue de travailler à Bow Street pour les matinées.

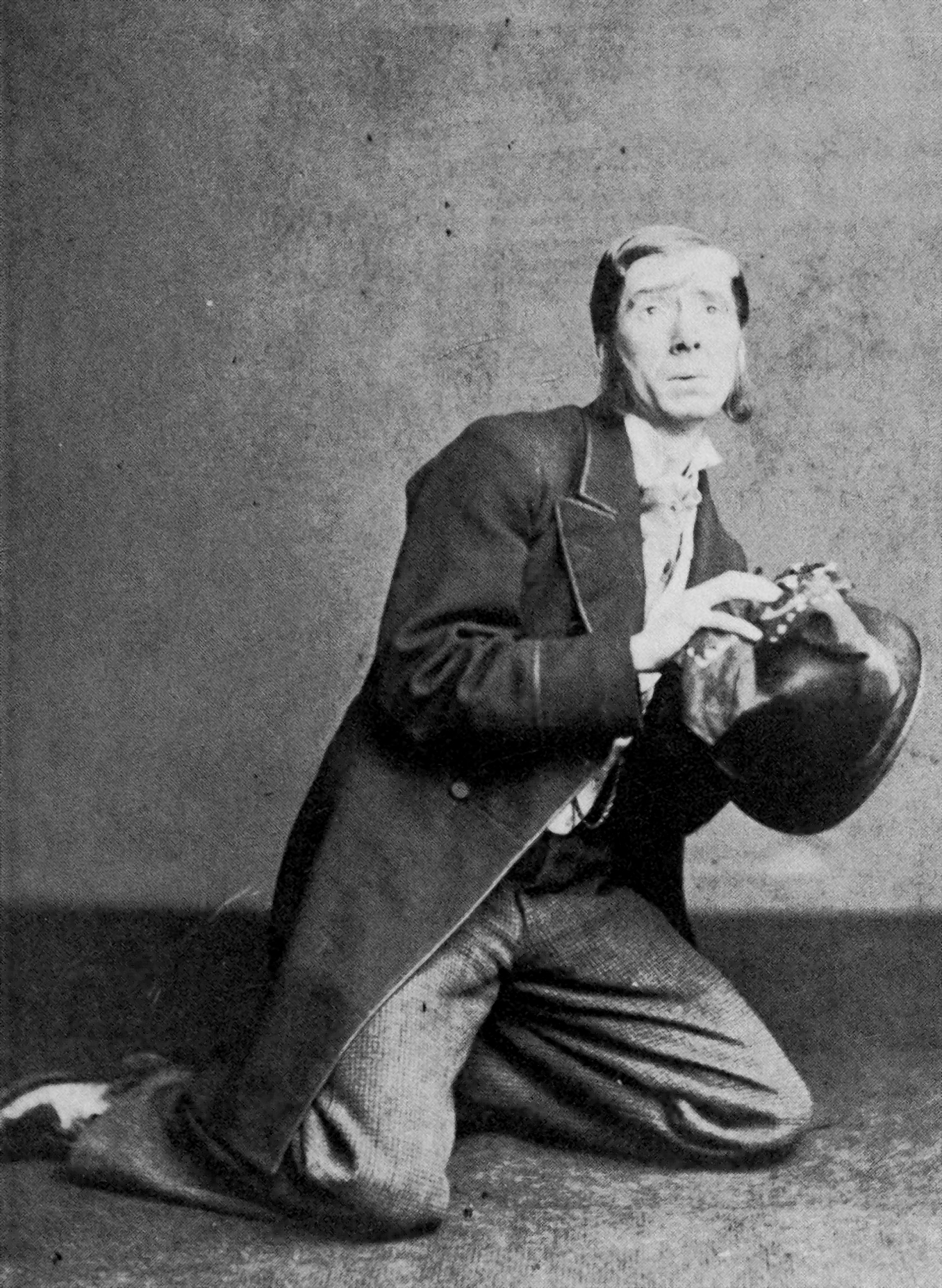
Grossmith dans le rôle de Wells (Le Sorcier), 1877.

En 1873, Grossmith père et fills commencent des tournées dans tout le royaume, périple qui va durer trois années, mais avec des retours à la maison chaque week-end. Le programme se compose de sketches comiques et de récitations humoristiques présentés dans différents cercles littéraires et théâtres publics, ou encore des institutions religieuses et diverses maisons de la YMCA. Les sketches de George comprennent à l'époque The Puddleton Penny Readings, Our Choral Society et In the Stalls.
C'est à cette période que Grossmith rencontre Fed Sullivan et se lie d'amitié avec lui. Plus tard, il fait la connaissance de son frère Arthur et, par son intermédiaire, entre dans le cercle fermé du compositeur, est invité à participer en tant qu'acteur et musicien à des représentations privées, ce qu'il continue de faire, d'ailleurs, tout au long de sa carrière. Souvent, ces événements ont lieu très tard, après les représentations au Savoy Theatre. En 1876, il part en tournée avec Florence Marryat, écrivaine et compteuse, dans un programme de divertissement intitulé Entre Nous, succession de sketches au piano, de récitations costumées, avec un petit opéra comique à deux personnages Cups and Saucers. À cela s'ajoutent de nombreux récitals privés. En 1877, Lionel Brough fait connaître un autre succès de George Grossmith The Muddle Puddle Junction Porter.
Dès lors, lié d'amitié avec les gens du spectacle et les musiciens, Arthur Sullivan et l'impresario Richard D'Oyly Carte inclus, Grossmith se voir offrir un rôle dans Trial by Jury et autres compositions de Gilbert et Sullivan lors de différents galas caritatifs.
Sept années passées en tournées à présenter des sketches, et Grossmith découvre que ses revenus diminuent alors que ses besoins familiaux augmentent. Las de sillonner le royaume, malgré sa relative inexpérience du théâtre officiel, il n'est pas mécontent de la lettre qu'Arthur Sullivan lui adresse en novembre 1877 pour lui offrir un rôle dans un nouvel opéra, Le Sorcier (The Sorcerer, écrit avec W. S. Gilbert.

### Les années D'Oyly Carte
Gilbert et Sullivan ont déjà apprécié Grossmith dans Trial by Jury lors de plusieurs galas, d'autant que Gilbert a réalisé l'une des représentations alors que Grossmith tient le rôle du juge. 

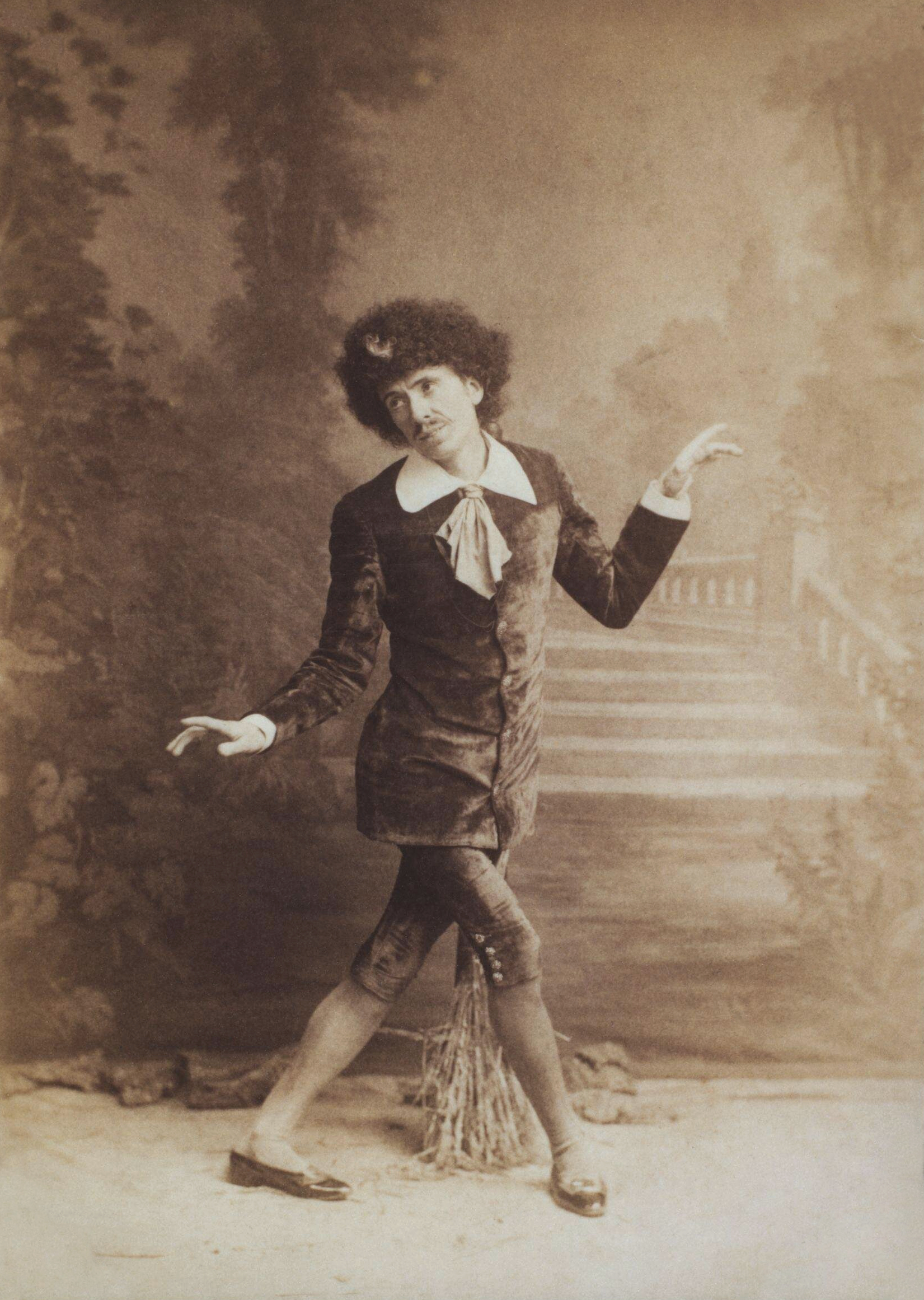
Grossmith dans le rôle de Bunthorne dans l'opéra Patience, 1881.

Ainsi, après quelques conciliabules, le rôle-titre de l'opéra, le personnage John Wellington Wells, lui est donné, et d'emblée, le succès est au rendez-vous. Grossmith est bientôt titularisé au sein de la compagnie D'Oyly Carte. Il crée à lui seul neuf des principaux rôles de baryton comique de Gilbert et Sullivan au Savoy de Londres de 1877 à 1889, y compris le pompeux Premier Lord de l'Amirauté, Sir Joseph Porter, dans H. M. S. Pinafore (1878), le major général Stanley dans Les Pirates de Penzance, expert de tout sauf de la chose militaire (1880) ; l'esthète Reginald Bunthorne dans Patience (1881) ; le Lord Chancelier, amoureux solitaire, dans Iolanthe (1882) ; le Roi de Gama, à la fois sarcastique et boiteux, de la Princesse Ida (1884) ; Ko-Ko, le petit tailleur élevé à la dignité de Son Excellence le Bourreau dans Le Mikado (1885) ; le maudit Robin Oakapple dans Ruddigore (1887) ; et le bouffon pathétique, Jack Point, dans Les Yeomen de la Garde (1888).  Le 29 janvier 1887, une semaine après la soirée d'ouverture de Ruddigore, Grossmith tombe dangereusement malade. Pourtant, le 13 février, les médecins le déclare convalescent, et Grossmith reprend le rôle de Robin le 18. Au cours de son absence, sa doublure Henry Lytton le remplace et plus tard devient titulaire du rôle.
Des années plus tard, la notice nécrologique de Grossmith publiée dans The Times note "l'agilité, sa détourner des astuces, des son encore plus déroutant à la dignité la dignité d'un homme de quelques pouces de haut ou ronde et son incomparable puissance rapide de la parole et le chant." Le Daily Telegraph a écrit de son Point de Jack: "Si donner de l'expression à une mauvaise Prise de professionnels de l'esprit, ou le masquage d'un désolé cœur derrière la lumière des mots... M. Grossmith était le maître de la partie, il a assumé." En 1883, Le Temps, la révision d'une matinée de performance de Iolanthe, écrit: "M. Grossmith de l'usurpation de l'identité du Lord Chancelier a ... devenir un extrême raffinement de la satire." d'autre part, son esquisse de la comédie de fond, il en avait formé Grossmith improviser comic entreprise. Gilbert et l'acteur a eu un échange célèbre pendant les répétitions pour Le Mikado sur improvisé peu de "métier" dans lequel Jessie Bond poussé Grossmith, en s'agenouillant devant le Mikado, et il a roulé complètement terminée. Gilbert a demandé qu'ils ont coupé le gag, et Grossmith a répondu: "mais je reçois un énorme rire". Répondit Gilbert: "Donc, vous le feriez si vous vous êtes assis sur un porc-de la tarte."
L'acteur, célèbre nervosité sur l'ouverture de nuits, est représenté à la fois sur et hors scène dans le film biographique, Topsy Turvy. Hesketh Pearson a écrit en 1935 que Grossmith lui-même injecté de la drogue (sans doute de la morphine) pour calmer ses nerfs. et dans le film, il est indiqué d'injecter lui-même sur la soirée d'ouverture de La Mikado. Dans son journal, Arthur Sullivan a écrit par la suite", Tout s'est très bien passé sauf Grossmith, dont la nervosité presque bouleversé la pièce". Grossmith a parlé de l'auto-deprecatingly à propos de ses propres prouesses vocales (Sullivan et d'autres étaient en désaccord):
Bien sûr, je n'ai pas de voix pour parler, mais j'ai un grand registre, et Sullivan utilisé pour se distraire en me faisant chanter la basse dans un numéro de l'opéra et du ténor dans un autre. Dans "Ruddygore', Sir Arthur avait engagé un homme pour jouer le serviteur, mon subalterne, pour ainsi dire, qui a eu une énorme voix de basse, et qui a dû aller vers le bas E plat. Singulièrement assez, il pourrait descendre à G, puis il a abandonné tout à fait, et j'ai fait la [bas E-flat] ci-dessous. Généralement le public éclata de rire, et c'est absolument ramené à la maison.

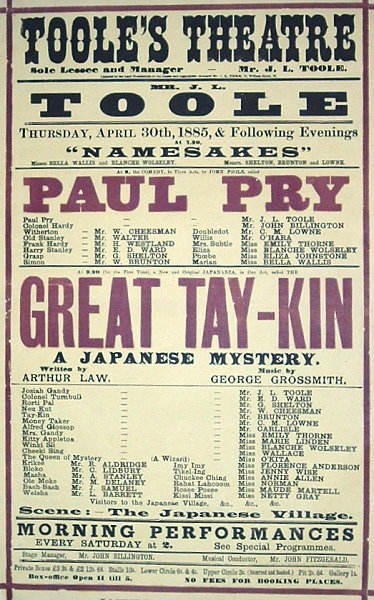
Grossmith est Le Grand Tay-Kin

Au cours de son temps avec l' opéra d'oyly Carte Opera Company, Grossmith père et la mère sont décédés (en 1880 et 1882, respectivement). Tout au long de cette période, Grossmith continua à exercer ses croquis, souvent tard dans la nuit après le spectacle à la maison de Savoie, et a continué à écrire de nouvelles esquisses, comme Amateur Théâtrales (1878), Un Juvénile Partie (1879), Une comédie Musicale Cauchemar (1880), et Un Peu de Plaisance (1886). Il a également écrit de la musique pour Arthur Loi's court opéra-comique, l'Oncle de Samuel (1881), la loi sur le lever de rideau qui a précédé la Patience sur l' Opéra-Comique programme. Ses Tasses et Soucoupes a été relancé et a joué avec Pinafore et joué par la compagnie en tournée. D'autres opéras-comiques par Grossmith au cours de ces années - M. Guffin de la Fugue (1882) et Un Cas Particulier (1884, à la fois avec livrets par Arthur de la Loi) et Le Cas Réel de Cacher et Seekyll (1886). Grossmith également continué à donner son "société" et d'autres divertissements, souvent tard dans la nuit après sa performance à la Savoie. Il a également composé la musique d'un autre opéra-comique, Le Grand Tay-Kin et une autre pièce, à la fois avec livrets par Arthur de la Loi, qui ont été effectuées au Toole du Théâtre en 1885.
Grossmith a également écrit, composé et joué dans plusieurs one-man-salle de dessin des croquis, des courts opéras-comiques ou des monologues qui ont été donnés à l'Opéra-Comique ou le Théâtre Savoy à la place de la compagne morceaux lorsqu'elle est plus courte matinée programmes étaient en train de jouer. Ces travaux comprenaient Beautés sur la Plage (1878), Cinq Hameaux (1878), un renouveau de ses Noces d'Argent (1879), Le Drame sur des Béquilles (1883), Homburg, ou Hanté par Le Mikado (1887-88), et de Vacances Hall (1888). Dans l'examen d'une matinee de la performance de L'Dramatiques sur des Béquilles, Le Temps de commenté, "il n'a pas seulement fait la satire de la tendance actuelle de la mode des amateurs à se joindre à la scène, mais aussi des parodies ... la manière de M. Irving et d'autres acteurs de la présente journée, y compris lui-même. L'esquisse créé d'un grand secours, même si bien sûr, il dépend entièrement de son succès sur l'acteur de son pouvoir de mimétisme." Grossmith également effectué à des événements de charité, y compris en tant que Videur dans la Cox et la Boîte en 1879, à l'Opéra-Comique.
En outre, Grossmith de bande dessinée chanson écrite en 1886, "me Voir danser la polka", était extrêmement populaire. Il a été utilisé dans un certain nombre de films et a été cité ou mentionné dans la littérature et la musique, y compris dans le poème/chanson "Polka" de Façade par Edith Sitwell et William Walton. D'autres chansons qu'il a écrit au cours de cette période: "Un Affreux Petit Gommage" (1880), "Le président de l'Œil" (1882), "Le" Conducteur de Bus de la Chanson" (1883), "Comment je suis Devenu un Acteur" (1883), "see Me Reverse" (1884), "La Clé Perdue" (1885), et "L'Heureuse Patrie" (1887).

### Des années plus tard
Grossmith gauche de l'opéra d'oyly Carte compagnie près de la fin de la course de La Yeomen de la Garde, le 17 août 1889 et reprend sa carrière de divertissement dans le piano, où il a continué à le faire depuis plus de 15 ans après. en Dépit de son aversion pour les voyages, il fait une tournée en Grande-Bretagne, de l'Irlande, et, à cinq reprises, en Amérique du Nord. Son dessin-salle de croquis inclus ses propres chansons populaires, tels que "me Voir Danser la Polka", "L'Heureuse Patrie", "La Polka et le Chœur-boy", "Tu Mon Tu", "Les Verbes français", "continuer à Parler – Ne faites pas attention à Moi", "je Ne crains pas les Mouches". Son nouveau croquis au cours de cette période Moderne de la Musique et de la Morale (1889), Sur la Tour; ou, du Piano et j' (1891), les Vacances à la Mer (1892), à la Mode de la Musique (1892) et la Musique Est-elle un Échec?  (1892). Selon Le Times, "Sa génialité de la satire a été appréciée même par ceux à qui ses arbres étaient visés." Lorsqu'il effectue une tournée en Écosse à l'automne de 1890, Grossmith a donné une performance de commande pour la Reine Victoria au Château de Balmoral. Il a également composé de la musique pour un en trois actes de l'opéra-comique sur un livret de Gilbert, Hâte de le Mariage (1892). Dans cette pièce, son fils George Grossmith Jr a fait ses débuts à la scène. Musicalement plus difficile que toutes les compositions qu'il avait tenté avant, ce travail n'a pas abouti. Plus tard, cependant, Grossmith dit que l'expérience de l'écriture avec Gilbert a été l'une des plus heureuses de sa vie. En 1892-93 il fait des tournées en Amérique du Nord (son deuxième tour), l'écriture de nouveaux croquis, "Comment j'ai Découvert l'Amérique" et "Baby" sur le Rivage" (1893).

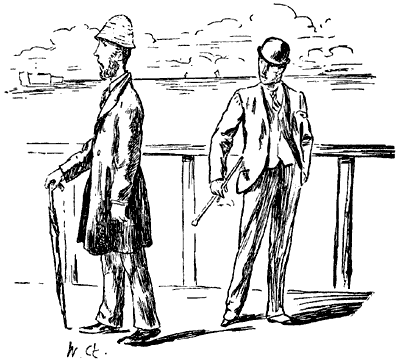
Charles (à gauche) et de Lupin Pooter à Broadstairs, à partir du chapitre VI de Le Journal de Personne

En 1892, Grossmith collaboré avec son frère Weedon Grossmith pour développer une série d'amusantes colonnes qu'il avait écrit en 1888-89 de Punch. Le Journal d'une Personne a été publié en tant que roman, et n'a jamais été épuisé depuis. Le livre est une analyse fine de l'insécurité sociale, et Charles Pooter des Lauriers, Brickfield Terrasse, Holloway, a été immédiatement reconnu comme l'un des grands personnages de bande dessinée de la littérature anglaise. Le travail a lui-même été l'objet de dramatisation et d'adaptation, y compris trois fois pour la télévision, 1964, 1979 et 2007.

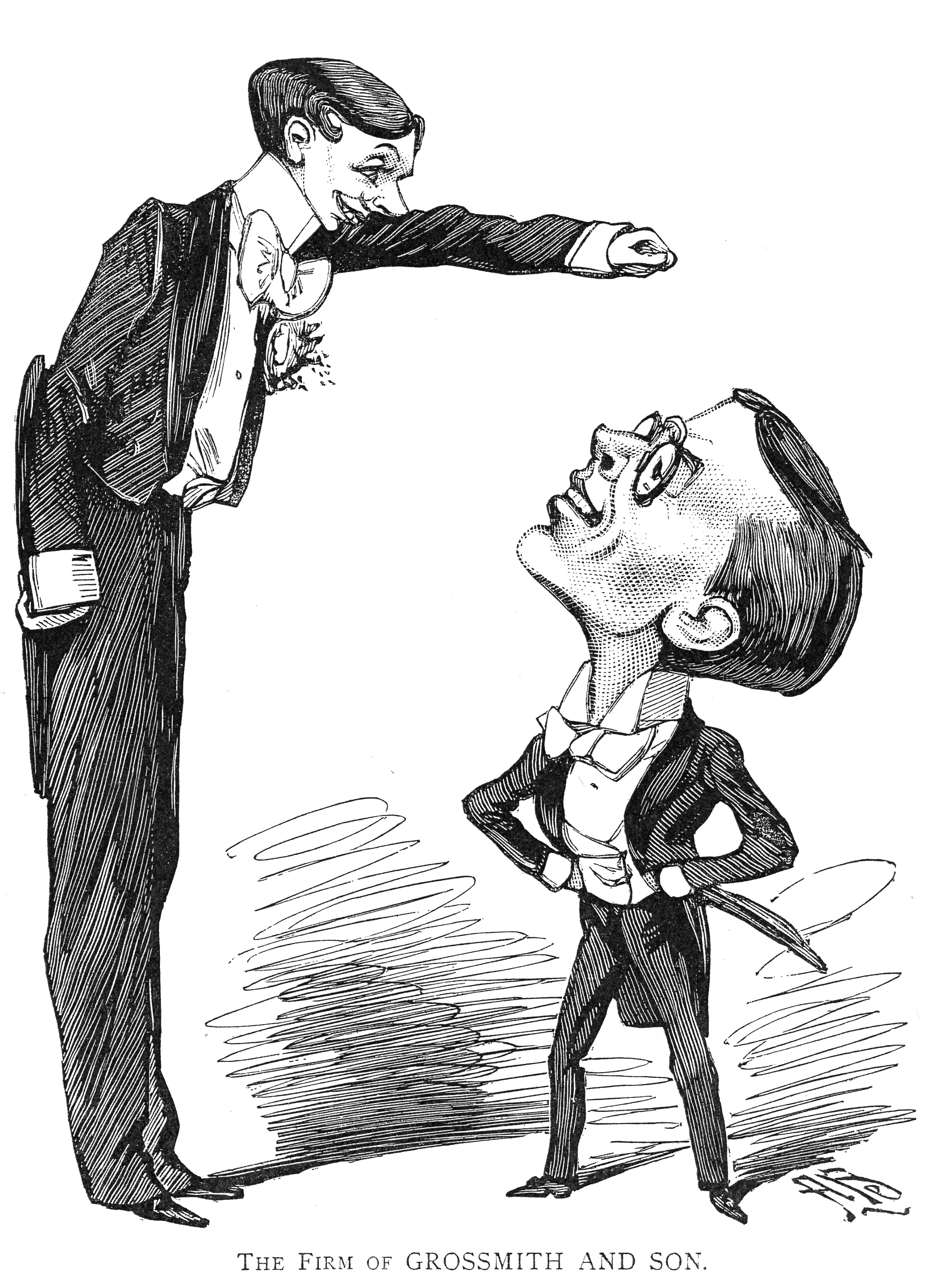
Le Cabinet de Grossmith et fils

Grossmith était devenu le plus populaire artiste solo de son époque, et ses tournées lui vaut beaucoup plus que ce qu'il avait gagné lors de l'exécution avec l'opéra d'oyly Carte Opera Company. Il a également continué à composer de la musique, y compris l'opéra-comique Château Bang (1894) et le croquis de La Ibsenite Drame (1895) et Faites Nous Profiter de Nos Vacances?  (1897) et des chansons comme "Le Bébé sur le Rivage" (1893), "Johnnie à la Gaieté" (1895), "Tommy Premier Amour" (1897), et "L'Heureux Vieux Jours à Peckham" (1903). En 1894-95, cependant, Gilbert attiré Grossmith de prendre le rôle de George Griffenfeld dans Son Excellence, avec de la musique par Frank Osmond Carr. Aussi, en 1897, il a joué brièvement que le Roi Ferdinand V de Vingolia en F. C. Burnand's Sa Majesté au Savoy Theatre et deux plus court de Londres en scène des apparitions par la suite, comme Scoones dans les Jeunes Mr Yarde (1898) et Lambert Simnel dans Le Gay Prétendants (1900). Un 1896 interview de Grossmith lui révèle le sentiment de son âge et compte tenu de la fin de sa tournée de carrière, tout en profitant de temps passé à la maison avec sa famille, des chiens et des meubles de la collection de piano. Grossmith souffert de dépression après la mort de sa femme d'un cancer en 1905, et son état de santé a commencé à l'échec, de sorte qu'il a de plus en plus oubliée des engagements. Il était pourtant persuadé de continuer à donner ses divertissements, il l'a fait de façon moins fréquente, jusqu'en novembre 1908. L'année suivante, Grossmith à la retraite à Folkestone, dans le Kent, une ville qu'il avait visité pendant de nombreuses années, où il a écrit son deuxième volume de réminiscences, de Piano et j' (1910).
Grossmith meurt à son domicile de Folkstone, à l'âge de 64 ans. Il est enterré dans le Cimetière de Kensal Green de londres, dans le Borough londonien de Brent. Dans son aura, en date du 26 octobre 1908, Grossmith gauche petit legs à une variété d'organismes de bienfaisance et des personnes; 2 000 livres, œuvres d'art et objets de famille pour chacun de ses enfants (sauf que Laurent n'a pas reçu un legs), son fils George reçoit également "deux bols d'argent lui est présenté par [Gilbert, Sullivan et] Carte [et] l'ivoire baton avec lequel il a conduit l'orchestre à l'occasion de son dit fils de la première apparition sur la scène" à la Hâte pour le Mariage; et le plus petit des legs à ses enfants de l'époux et de ses nièces, neveux, petits-enfants et des cousins, avec le reliquat de la succession partagée également par ses enfants (bien que le reliquat de la succession n'était pas grande).

## Écrits et compositions; l'héritage; les enregistrements

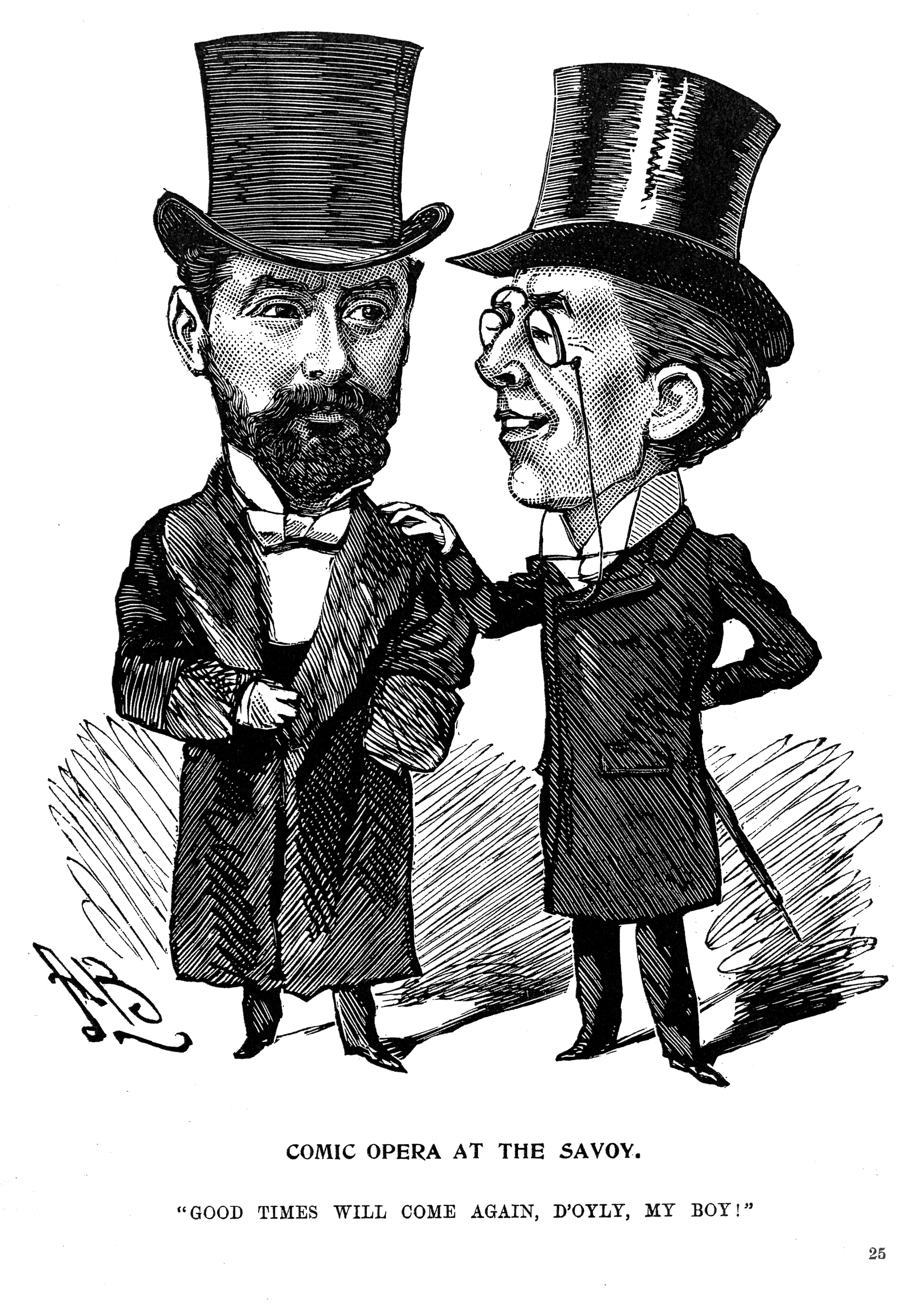
Réconfortant Carte après l'échec de La Grand-Duc

Grossmith a écrit de nombreux morceaux de bande dessinée pour le magazine coup de poing, y compris une série de dix sketches, en 1884, inspiré par son Arc, Rue des expériences, qu'il a qualifié de "Très difficiles". Il a également écrit deux mémoires, Une Société de Clown: Réminiscences  (1888) et du Piano et j': Plus de Réminiscences (1910). Dans sa carrière, Grossmith a écrit 18 opéras-comiques, près de 100 musicale croquis, certains de 600 chansons et des morceaux de piano, et trois livres. Il a également écrit à la fois sérieuse et comique des morceaux de journaux et de magazines tout au long de sa carrière, l'affichage d'un large éventail de styles.
Grossmith a été suivie, dans la Gilbert et Sullivan rôles comiques, par un certain nombre d'autres des artistes populaires, y compris Henry Lytton, Martyn Vert, Pierre Pratt, John Reed, et beaucoup d'autres, qui ont, chacun, une dette à Grossmith comme le créateur de la des rôles. De nombreux acteurs ont dépeint Grossmith dans biographiques des films, des revues et des croquis. En Grande-Bretagne, parmi d'autres, Martyn Green, John Reed (dans Une Chanson à Chanter, O au Savoy Theatre en 1981), Simon Butteriss et Léon Berger ont fait. Australien Anthony Warlow joué Grossmith dans Une Chanson à Chanter, O en 1987.
Plus de quarante ans de chansons que Grossmith écrit ou réalisé dans son one-man-shows ont été enregistrées par le baryton Leon Berger (un Britannique Gilbert & Sullivan chanteur et Grossmith savant), accompagné par Selwyn Tillett (G&S scholar) sur deux Cd: Une Société Clown: Les Chansons de George Grossmith et La Grossmith Héritage. Ce dernier contient également la voix enregistrée de Grossmith, le fils de George Grossmith Jr les Deux sont sur l'Art Divin de l'Étiquette. Pas d'enregistrements de Grossmith voix sont connus pour exister, bien que le cylindre de cire d'enregistrement de la technologie était disponible au cours de sa vie. les Tasses et les Soucoupes ont été enregistrés par Retrospect Opéra en 2016, en collaboration avec F. C. Burnand et Edward Salomons' Pickwick.

### Écrits
- George Grossmith, A Society Clown : Reminiscences, Bristol/London, Arrowsmith, 1888 (lire en ligne) Consulté Le 9 mars 2008
- George and Weedon Grossmith Grossmith, The Diary of a Nobody, Bristol, Arrowsmith, 1892
- George Grossmith, Piano and I : Further Reminiscences, Bristol, Arrowsmith, 1910
- George Grossmith, The George Grossmith Birthday Book, Los Angeles, David Trutt, 2009 (1re éd. 1904) (lire en ligne)
- George, ed. David Trutt Grossmith, George Grossmith Songs and Sketches, Los Angeles, David Trutt, 2009 (lire en ligne)

### La représentation
Grossmith was portrayed by Martyn Green in the 1953 film The Story of Gilbert and Sullivan and by Martin Savage in the 1999 film Topsy-Turvy. Simon Butteriss portrayed Grossmith in the 2006 television documentary A Salaried Wit: Grossmith, Gilbert and Sullivan and in the five-part 2015 15 Minute Drama "I Am the Very Model of a Modern Major-General" on BBC Radio 4.

### Citations originales des commentateurs
1. ↑  « a light-hearted sending up of various aspects of contemporary life and manners.  ...he was the complete performer... as a pianist (he performed for the most part sitting at a piano)... as a raconteur... as a mimic, facial expression, timing—he had it all.  A short, dapper figure, he turned his lack of inches to positive advantage, and audiences took to him everywhere[1] »